# سبنسر أبوت
سبنسر أبوت (بالإنجليزية: Spencer Abbott)‏ (و. 1988  م) هو لاعب هوكي الجليد كندي، ولد في هاميلتون.

## التعليم
تعلم في يونفيرسيتي اوف مين.

## روابط خارجية
- سبنسر أبوت على موقع دوري الهوكي الوطني (الإنجليزية)
- سبنسر أبوت على موقع قاعة مشاهير الهوكي (لاعب أن.إتش.أل) (الإنجليزية)
- سبنسر أبوت على موقع EliteProspects.com (الإنجليزية)
- سبنسر أبوت على موقع Eurohockey.com (الإنجليزية)
- سبنسر أبوت على موقع HockeyDB.com (الإنجليزية)
- سبنسر أبوت على موقع Hockey-Reference.com (الإنجليزية)